# ويليام هوب هارفي
ويليام هوب هارفي (بالإنجليزية: William Hope Harvey) هو محامي وسياسي أمريكي، ولد في 16 أغسطس 1851 ببوفالو في الولايات المتحدة، وتوفي في 11 فبراير 1936 في الولايات المتحدة بسبب التهاب البريتون.